# 聖三一教堂 (盧比安納)
聖三一教堂是位於斯洛維尼亞首都盧比安納的一座教堂。教堂修建於1718年至1726年，是一座巴洛克式建築。

## 外部連結
- Ursuline Church. Holy Trinity Parish, Ljubljana

46°3′0.3″N 14°30′8.39″E / 46.050083°N 14.5023306°E